# 火镰

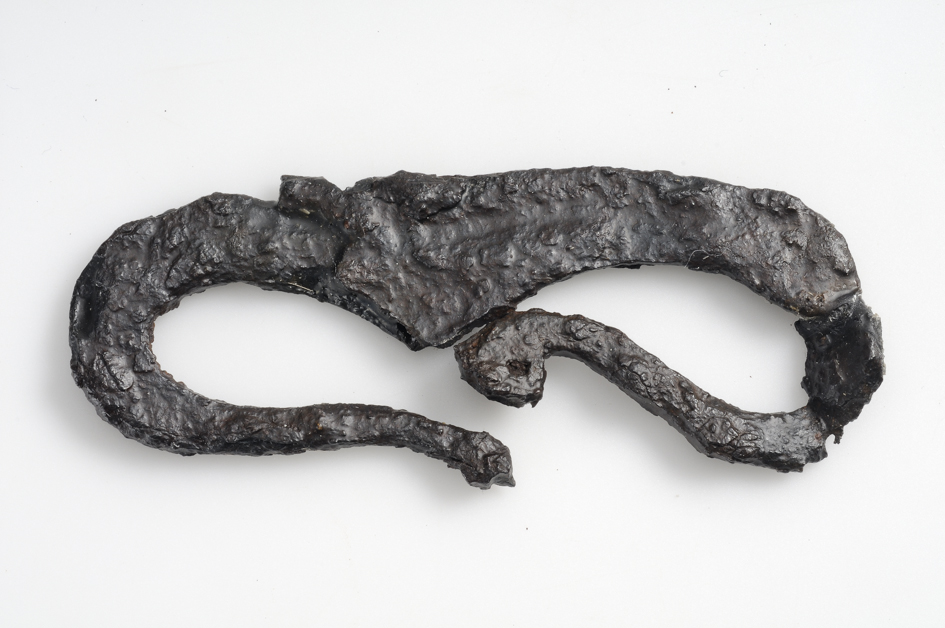
维京人的火镰，维京时代

火镰，一名火刀:150，是一种以摩擦生熱為主要原理，与打火石、火绒配合使用的生火工具。

## 使用

清乾隆帝御用火镰荷包、火镰、火绒、打火石，荷包为孝賢皇后亲制

火鐮通常為高碳鋼製造，长约10厘米，一側为鈍刃，另一侧为捉手。使用时，先将火绒夹在打火石上，双手分持火镰與打火石，然後使火鐮刃部與火石猛烈敲擊。:488火镰与坚硬的打火石碰撞后，會有钢末溅射而出，因摩擦生热而迅速升温氧化，产生火花，接触易燃的火绒后将其點燃。:146
家中固定使用的火镰常系在灶台上，而隨身使用的火镰常与打火石、火绒一起收纳于火镰袋（或盒、荷包）中，至少东亚地区有些火镰也會直接缝制或镶嵌在袋（盒、荷包）的一侧。:488:66
一些火镰制作精美，所以不仅可以作為实用工具，也同時是服装配饰和工艺品。這些火鐮通常會装饰刀背的捉手，或對於固定在器物上的則會裝飾器物本身。作为工艺品的火镰一度成为国际贸易商品，如俄国的布里亚特人所制造的火镰皮盒曾在西欧流行。

## 歷史
石器时代的人类（如冰人奥茨）就使用黄铁矿石和燧石相互敲击来生火。随着钢铁冶金学的发展，由高碳钢制造的火镰（钢末中的碳会形成“爆花”，产生更多更密集的火花）普及开来，取代阳燧和摩擦起火成为最主要的生火方式。:240:98-99火柴兴起之后，火镰逐渐被淘汰。:22

## 符號文化

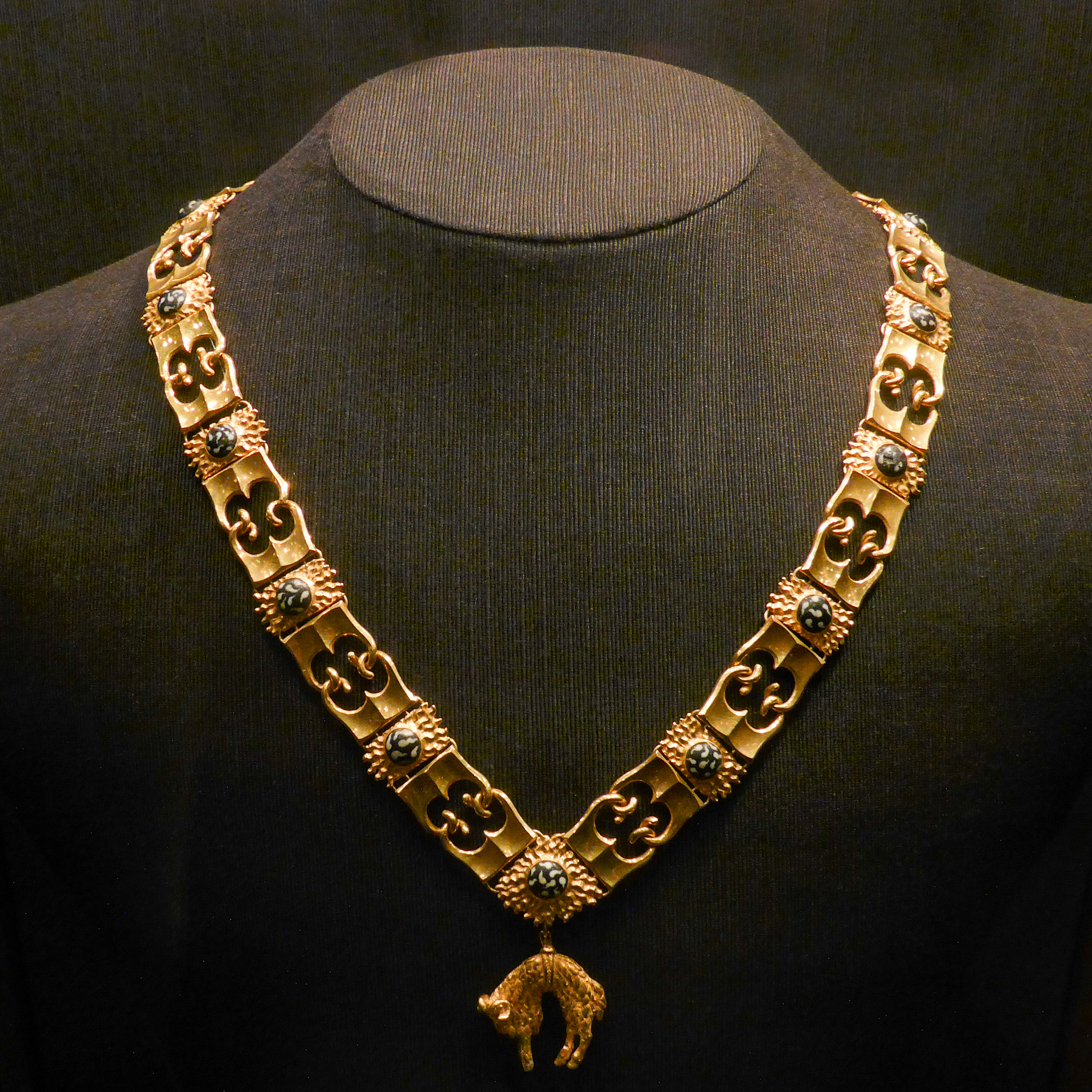
金羊毛勋章，链环由相扣的火镰和溅射火花的打火石组成

东亚的彝族崇拜火焰，庆祝火把节，将火镰图案运用在服饰和漆器上。
在欧洲，火镰是纹章、徽记、座右铭图像、铸币上常见的装饰图案。勃艮第公爵菲利普三世以火镰、打火石和火花作为自己的座右铭图像，并将自己创立的金羊毛骑士团的勋章链环设计为火镰和打火石的形状，影响深远。西欧的装饰、甚至现实中的火镰，都模仿该火镰造型。该图形也由此可以代表字母B，即“勃艮第”（拉丁语：Burgundiae）的首字母。勃艮第公国解体后，其部分领地及金羊毛骑士团归属哈布斯堡家族，火镰图案因而在奥地利、西班牙等地兴起。在东欧，拜占庭帝国巴列奥略王朝以十字架和四个火镰作为帝国的标志。这一形象后来被塞尔维亚所继承，出现在塞尔维亚国徽上。:25-32

## 图片

### 日用火镰

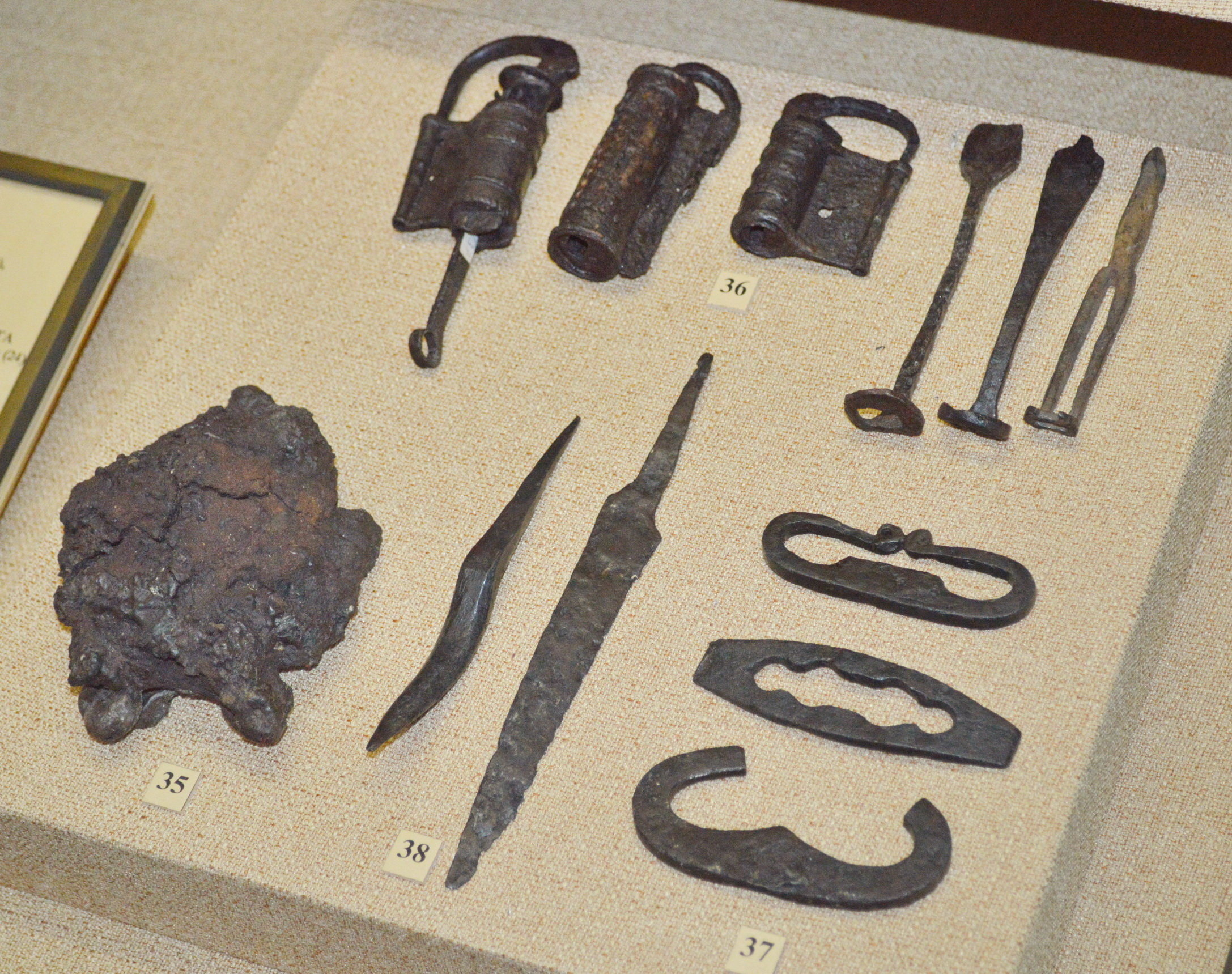
三个不同形状的伏尔加保加利亚火镰（右下角）
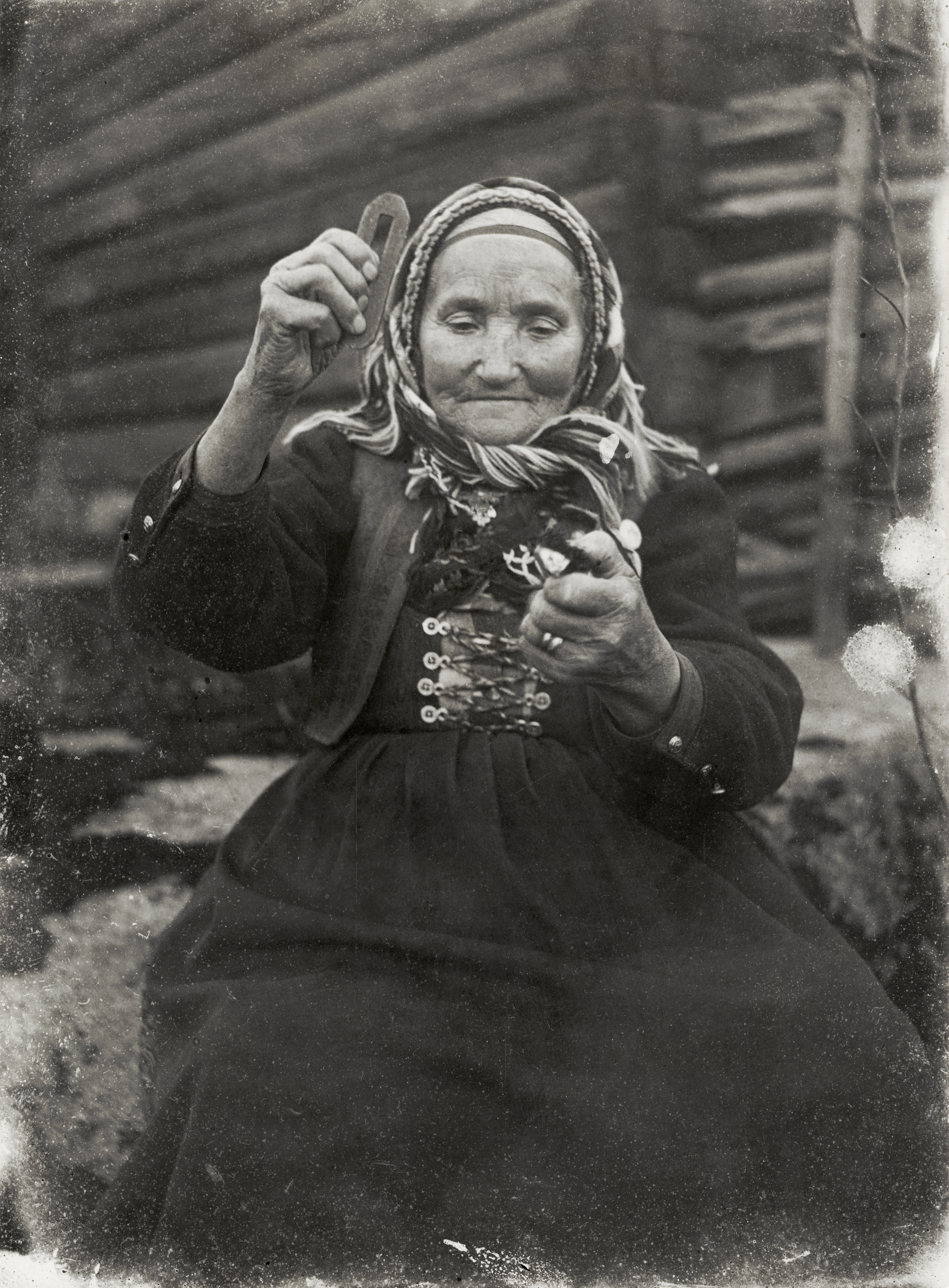
使用火镰打火的瑞典妇女
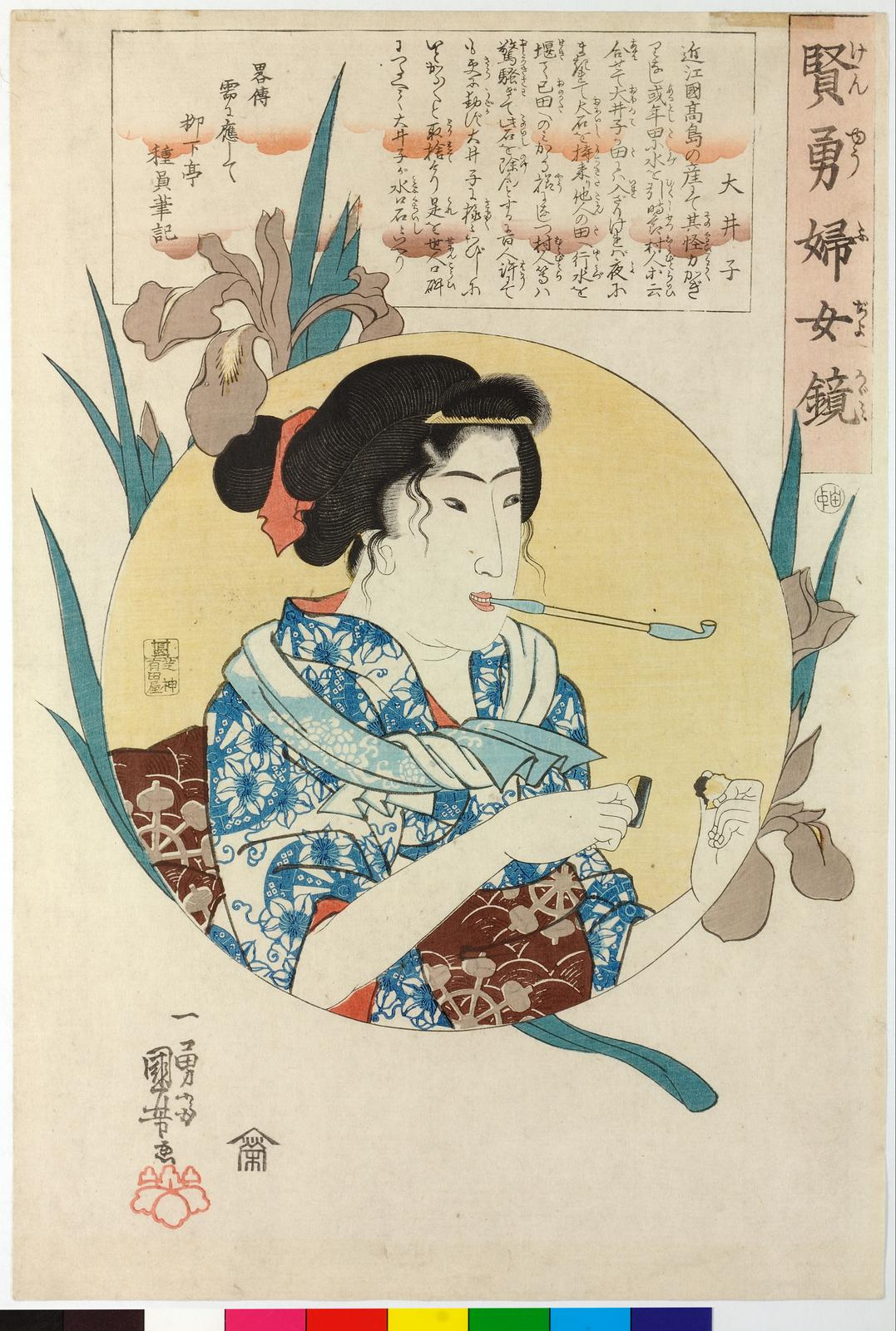
使用火镰点烟的日本妇女，歌川国芳绘
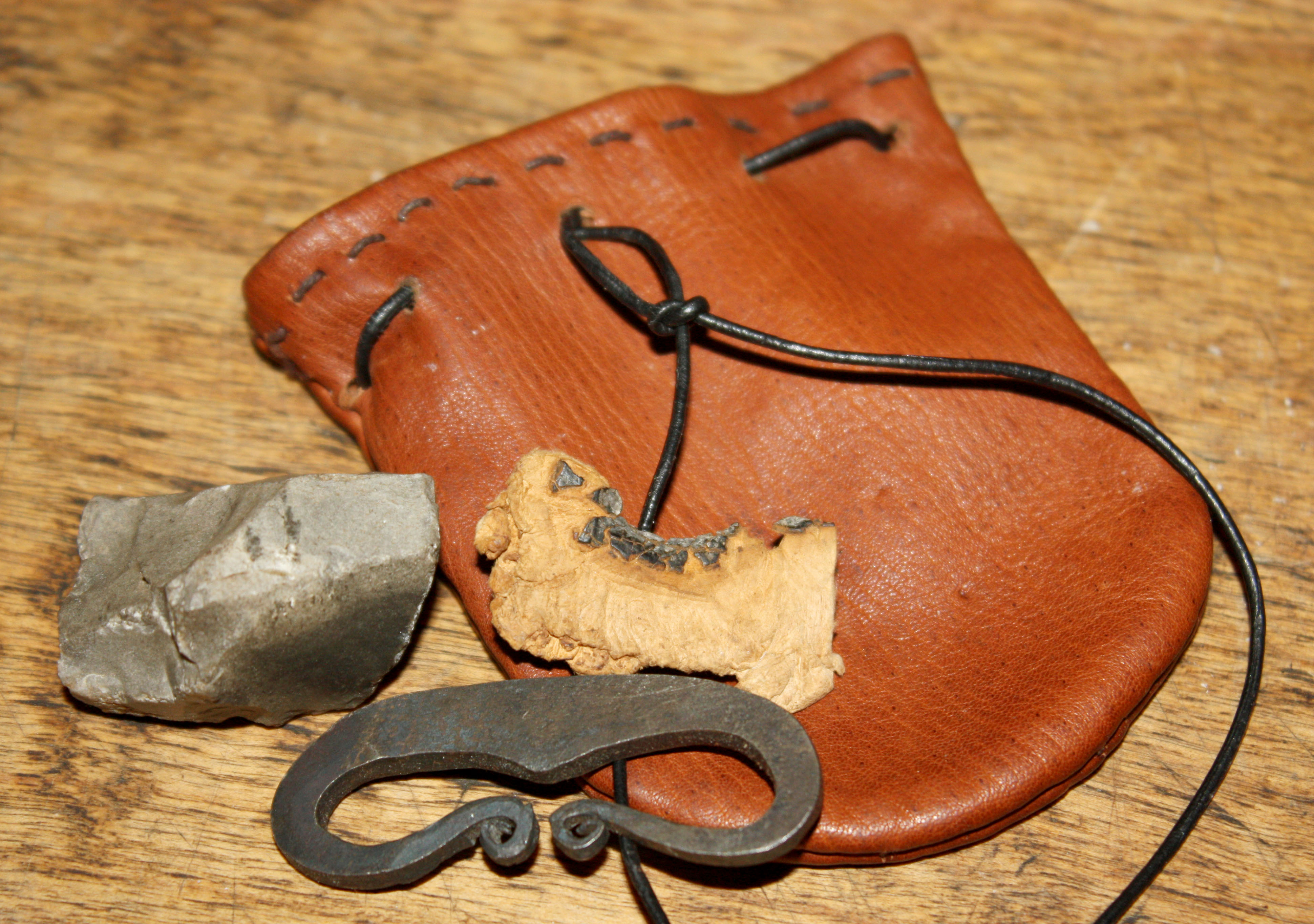
火镰袋、火镰、打火石、火绒
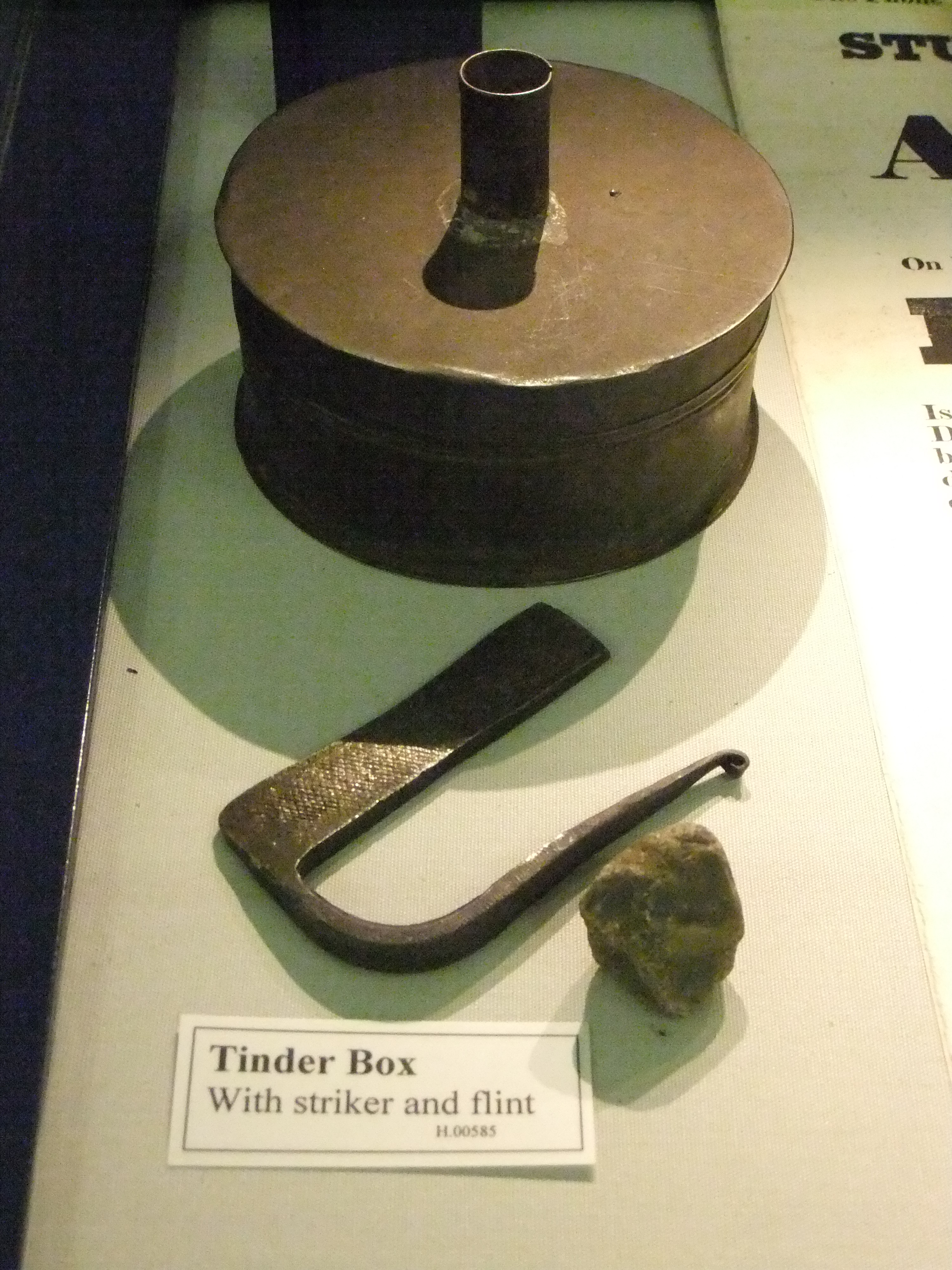
火镰盒、火镰、打火石
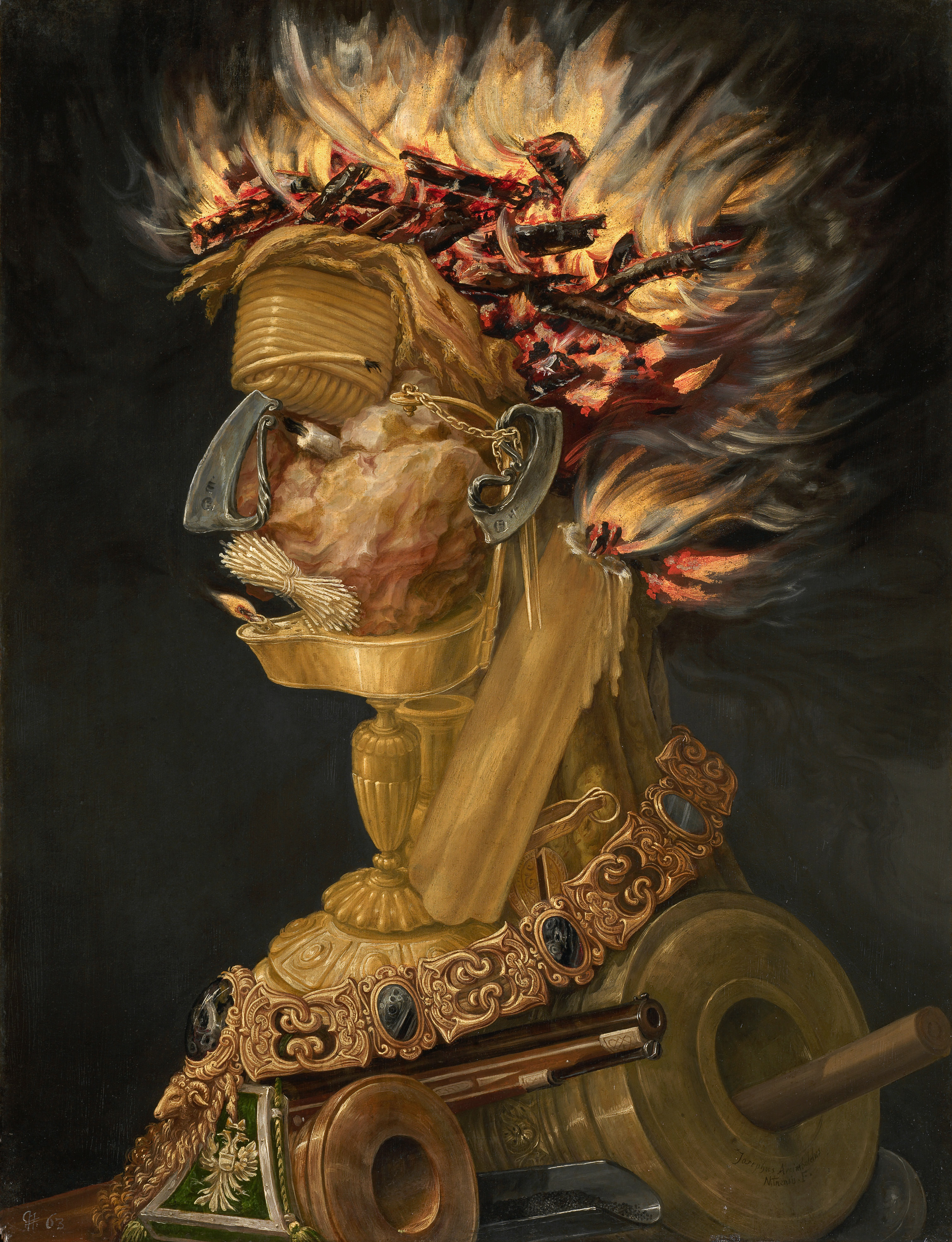
朱塞佩·阿尔钦博托画作《火》，耳、鼻为火镰

### 工艺火镰

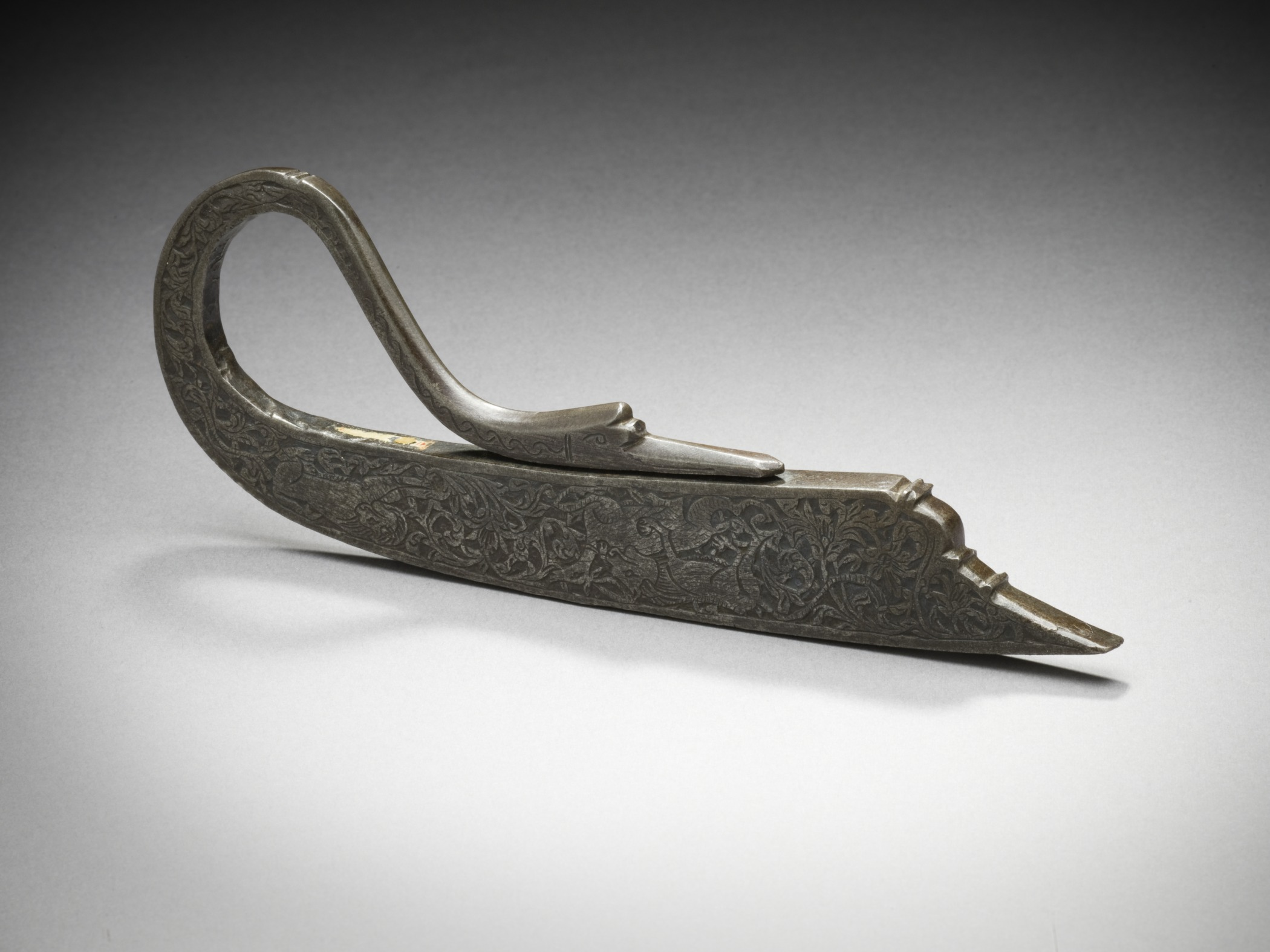
伊朗火镰，鸟类造型，侧面雕镂图案
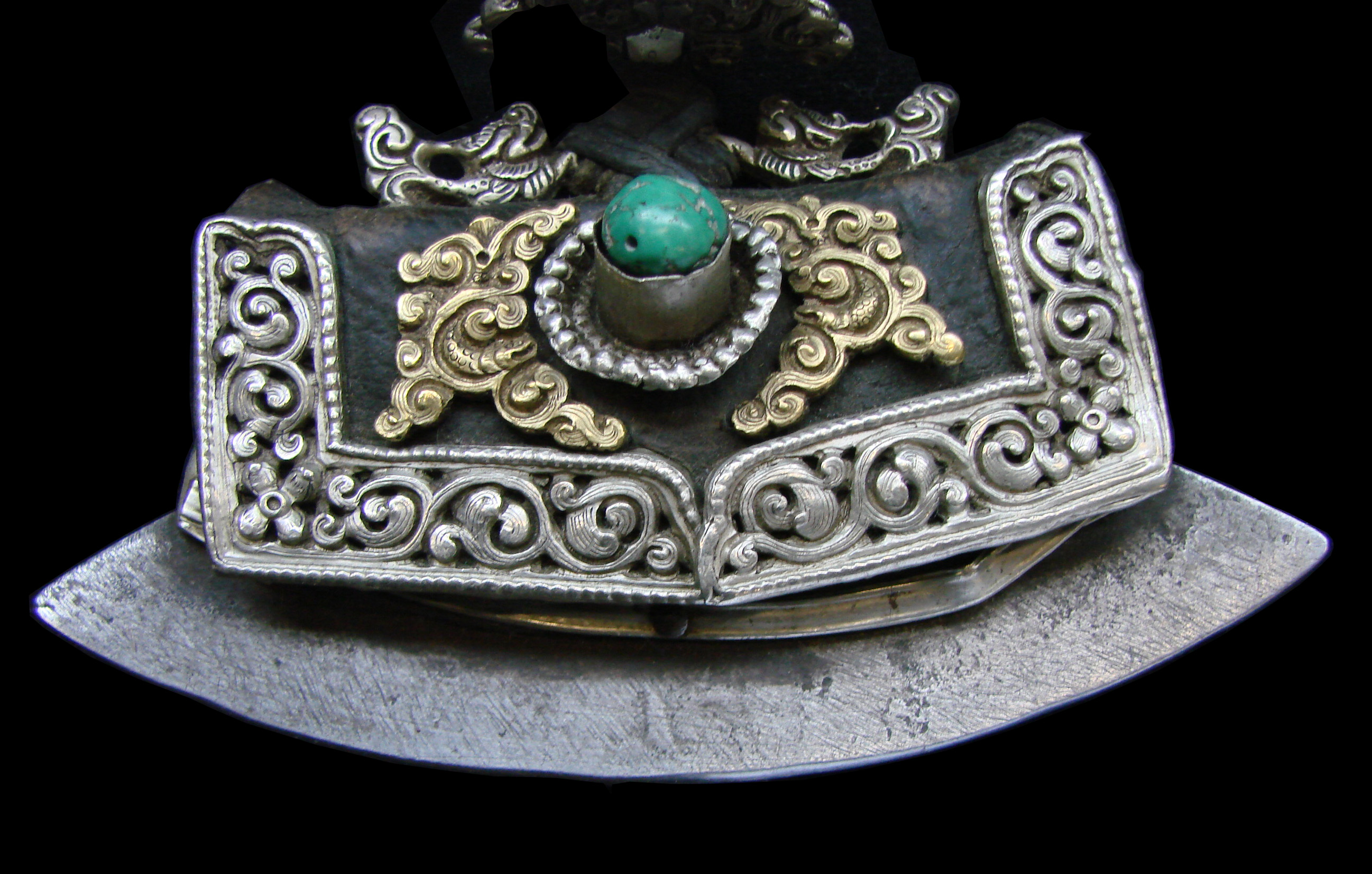
西藏火镰
清銅鍍金嵌料石火鐮盒
清銅鍍金胎嵌西洋畫琺瑯人物火鐮盒
清嘉慶帝御用吉服帶，上挂荷包、火镰盒、佩刀、牙签筒等
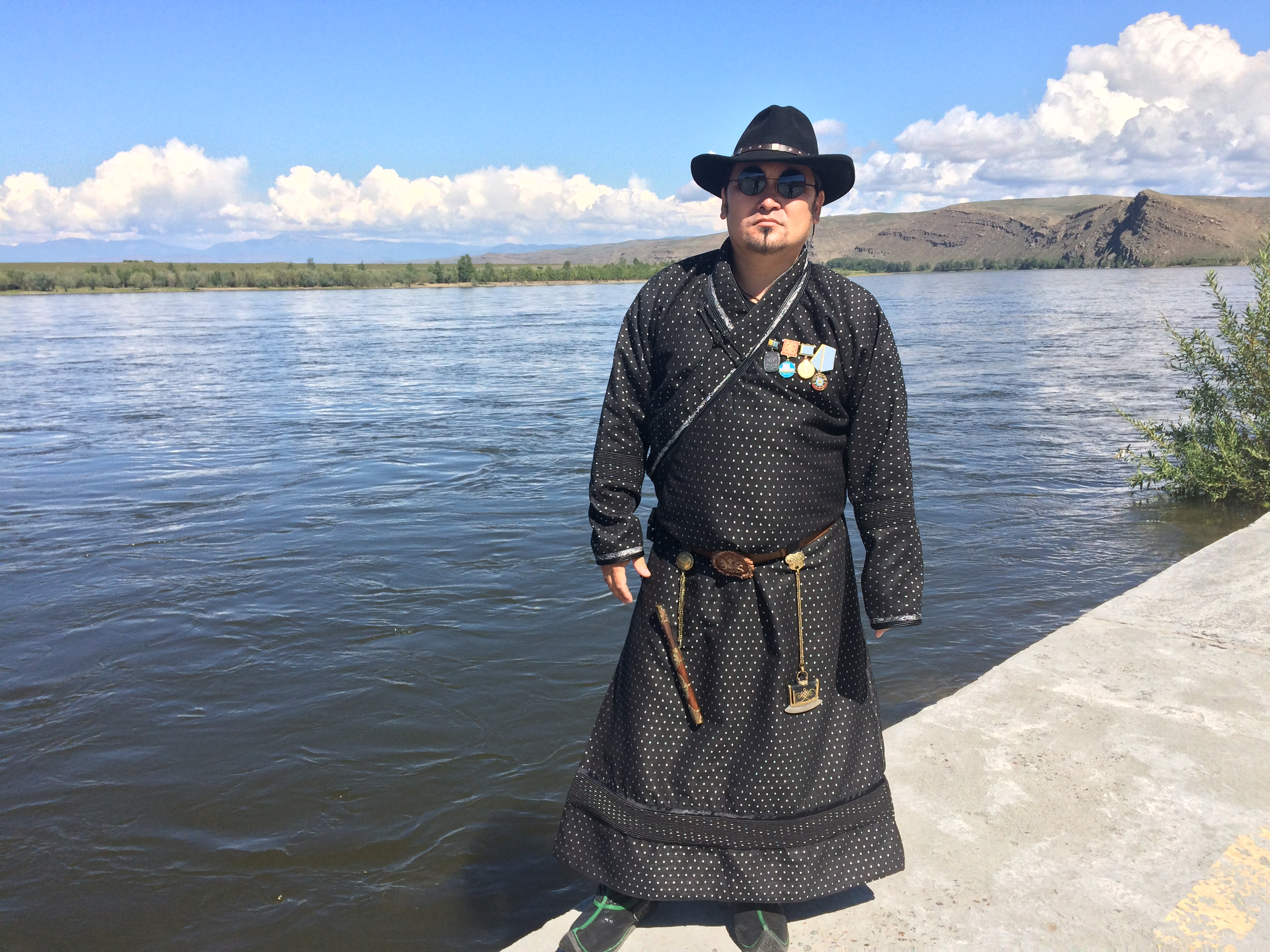
当代图瓦人在腰带上挂火镰，作为服饰的配件

### 火镰图案

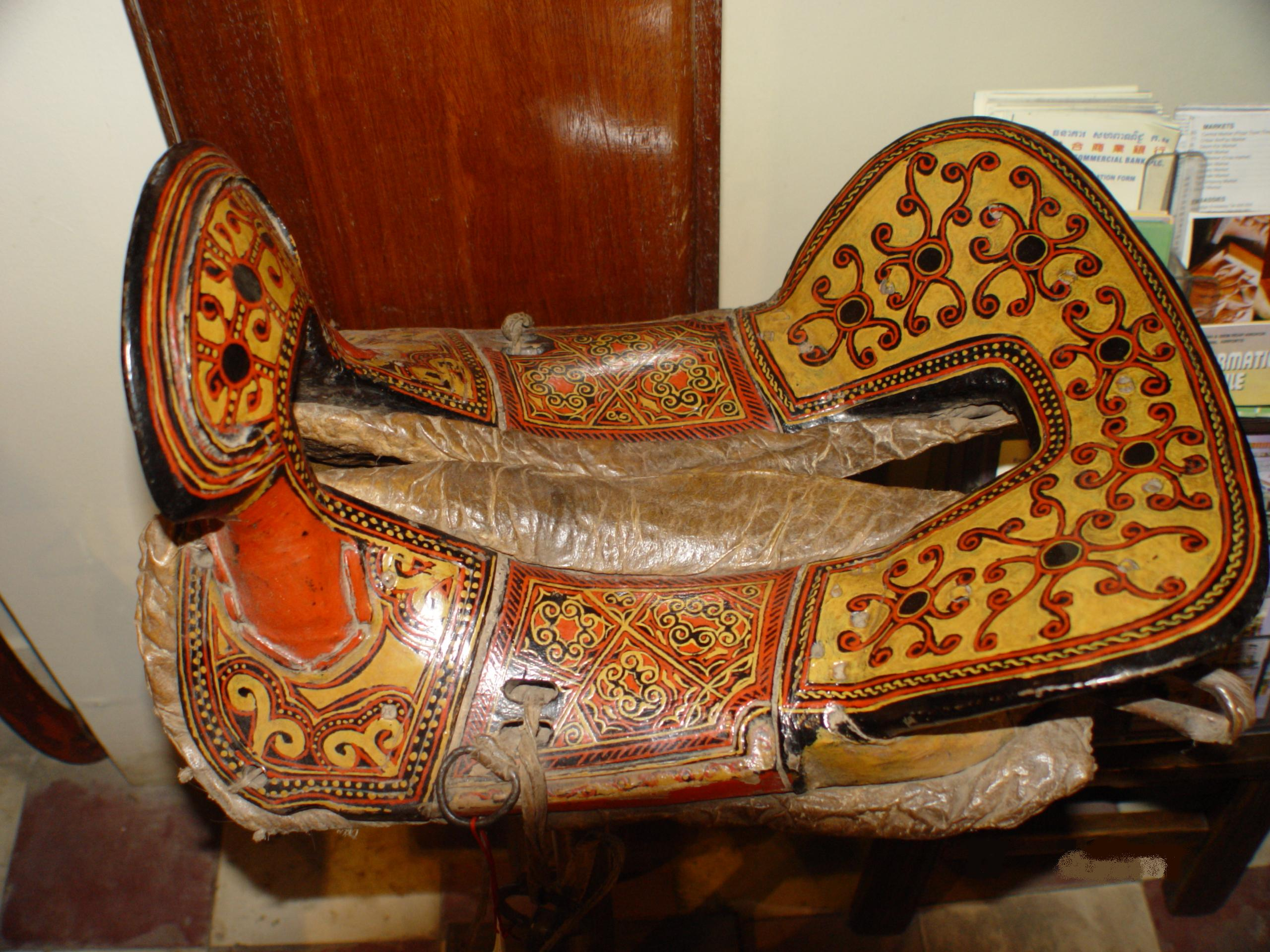
彝族漆马鞍，大量使用火镰图案的组合
法国瓦特尔市徽，以火镰为元素。此地曾为勃艮第公爵领地
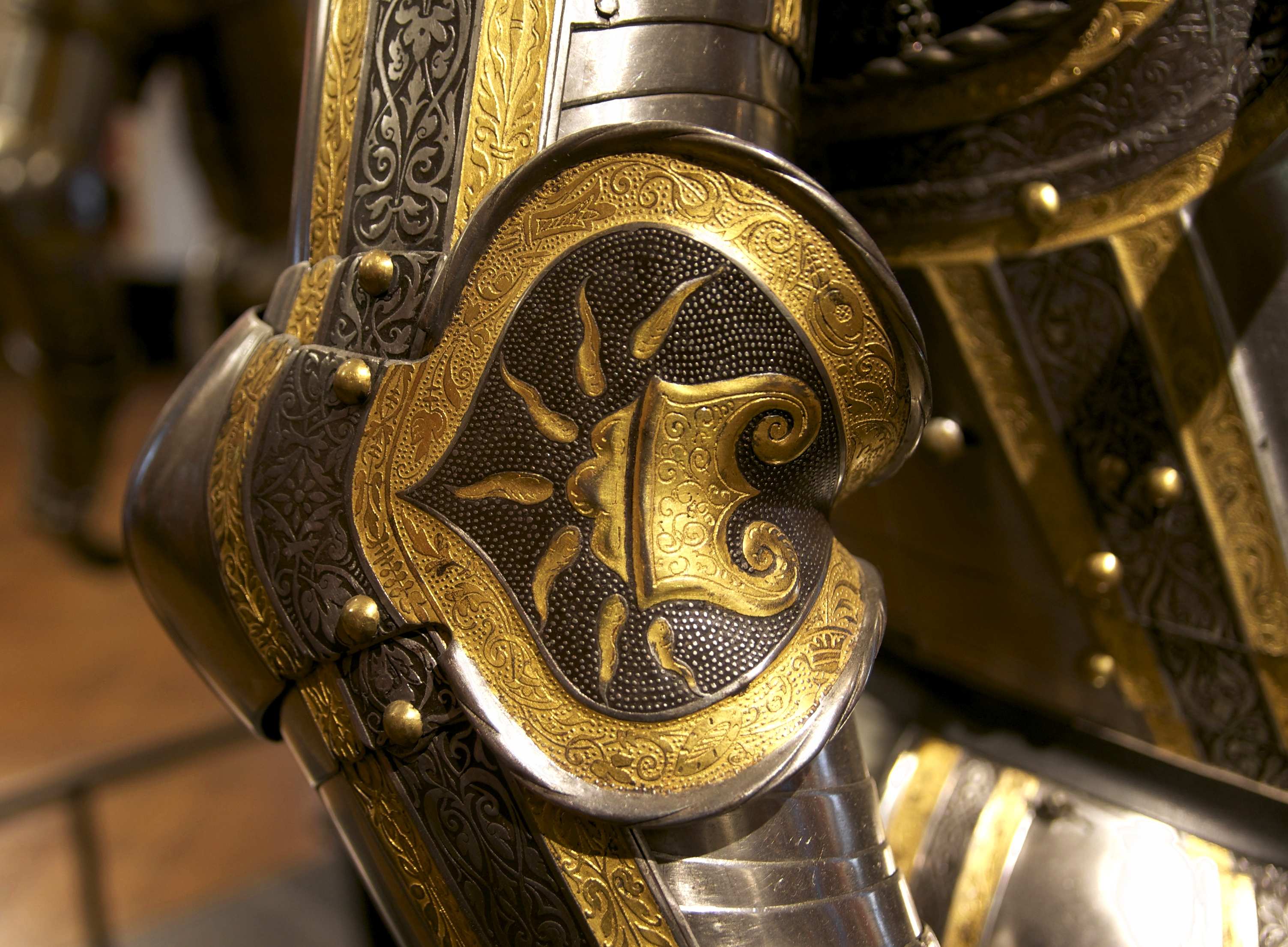
奥地利哈布斯堡王室的铠甲，以火镰、打火石和火花为装饰图案
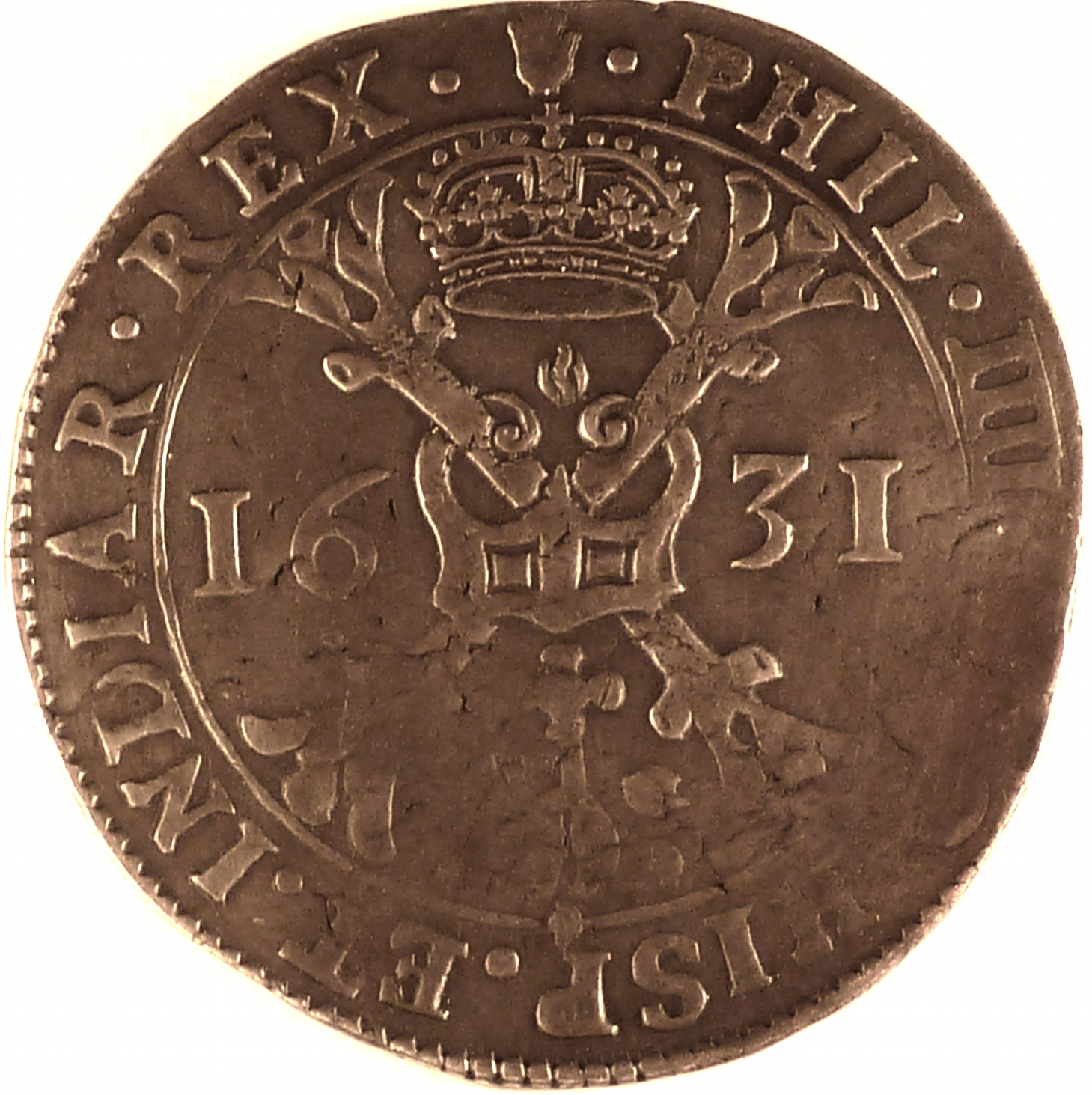
西班牙哈布斯堡王朝費利佩四世发行的硬币，中间为火镰图案
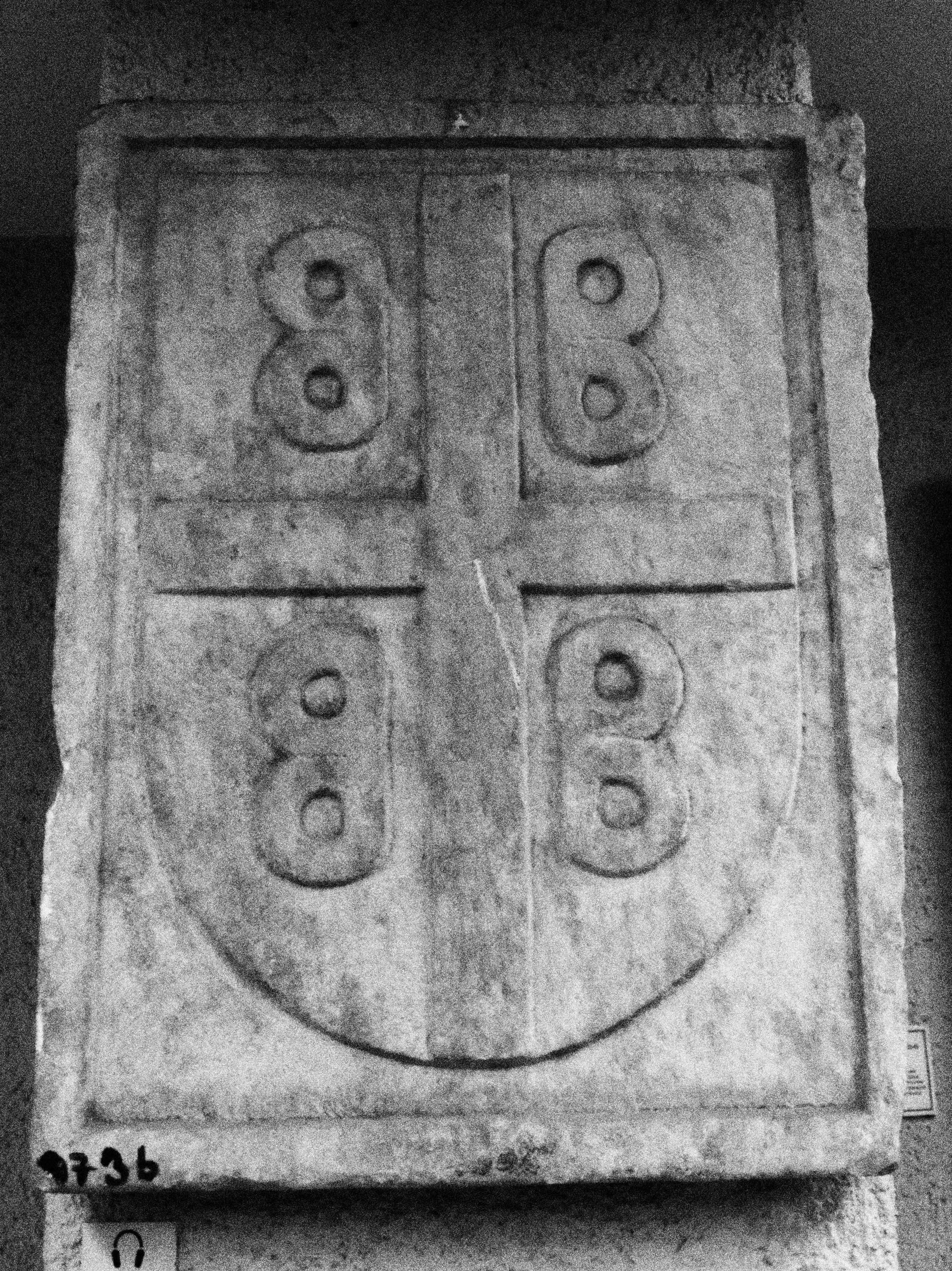
拜占庭巴列奥略王朝的标志，十字架与四火镰
塞尔维亚社会主义共和国国徽，去除十字架，保留四火镰图案